# Storm Hidalgo
El Club Deportivo Storm Hidalgo fue un equipo de fútbol mexicano que jugó en la Tercera división mexicana. Tuvo como sede Ciudad Hidalgo, Michoacán.
|}
|
|
|
Entrenador(es)
 Francisco Javier Escutia Sánchez

Leyenda
- Pos. : Posición
- Nac. : Nacionalidad deportiva
- Capitán
- Lesionado
- POR / ARQ : Guardameta
- DEF : Defensa
- MED / VOL : Centrocampista
- DEL : Delantero

|}